# FC Volîn Luțk
FC Volîn Luțk () este un club de fotbal profesionist din Ucraina, care evoluează în Prima Ligă Ucraineană.

## Denumiri anterioare
| Perioada | Denumire   |
| 1960–67  | Volîn      |
| 1968–71  | Torpedo    |
| 1972–76  | SC Lutsk   |
| 1977–88  | Torpedo    |
| 1989-01  | Volîn      |
| 2001–02  | SC Volîn-1 |
| 2002–    | Volîn      |

## Echipament și sponsori
| Perioada     | Echipament | Sponsor pe tricou |
| ------------ | ---------- | ----------------- |
| 2002-2004    | Lotto      | -                 |
| 2004-2005    | Korn       | -                 |
| 2005-2006    | Adidas     | -                 |
| 2010-2012    | Puma       | -                 |
| 2012-2014    | Adidas     | -                 |
| 2014-present | Kappa      | Vodafone          |

## Lotul actual
Conform site-ului oficial Official website Arhivat în 3 februarie 2014, la Wayback Machine., actualizat la 25 septembrie 2013.
| Nr. |                   | Poziție | Jucător               |
| --- | ----------------- | ------- | --------------------- |
| 3   | Ucraina           | F       | Serhiy Siminin        |
| 4   | Ucraina           | M       | Vitaliy Pryndeta      |
| 5   | Ucraina           | M       | Roman Karasyuk        |
| 6   | Macedonia de Nord | F       | Vanče Šikov (captain) |
| 7   | Ucraina           | M       | Vitaliy Hoshkoderya   |
| 8   | Ucraina           | F       | Dmytro Nyemchaninov   |
| 11  | Ucraina           | A       | Redvan Memeshev       |
| 14  | Slovacia          | F       | Ján Maslo             |
| 15  | România           | M       | Florentin Matei       |
| 16  | Israel            | F       | Gal Shish             |
| 19  | Brazilia          | A       | Celin                 |
| 20  | Ucraina           | F       | Dmytro Zaderetskyi    |

| Nr. |          | Poziție | Jucător            |
| --- | -------- | ------- | ------------------ |
| 23  | Ucraina  | F       | Bohdan Shershun    |
| 26  | Ucraina  | F       | Roman Nykytyuk     |
| 36  | Ucraina  | F       | Roman Hodovanyi    |
| 42  | Ucraina  | P       | Vitaliy Nedilko    |
| 74  | Ucraina  | P       | Artem Kychak       |
| 78  | Ucraina  | P       | Serhiy Litovchenko |
| 79  | Nigeria  | M       | Michel Babatunde   |
| 88  | Ucraina  | M       | Ihor Skoba         |
| 89  | Ucraina  | A       | Dmytro Kozban      |
| 91  | Ucraina  | F       | Temur Partsvaniya  |
| 99  | Brazilia | M       | Ramon Lopes        |
|     | Ucraina  | M       | Pavlo Chornomaz    |
|     | Ucraina  | F       | Artem Shabanov     |

### Împrumutați
| Nr. |         | Poziție | Jucător                                     |
| --- | ------- | ------- | ------------------------------------------- |
|     | Ucraina | A       | Oleksiy Babyr (on loan to Hoverla Uzhhorod) |

| Nr. |  | Poziție | Jucător |
| --- |  | ------- | ------- |

## Antrenori
| - Borys Nyemets (1960) - Mykola Havrylyuk (1960) - Yevhen Horbunov (1961) - Volodymyr Yeremeyev (1962–64) - Dmytro Alimov (1965) - Yuriy Holovey (1965–68) - Borys Voloschuk (1968–69) - Yuriy Avanesov (1970–71) - Mykhaylo Rybak (1972–73) - Ernest Kesler (1974–76) - Volodymyr Baysarovych (1977–78) |  | - Yevhen Pyestov (1979) - Vyacheslav Pershyn (1980–83) - Myron Markevych (1984–87) - Vitaliy Kvartsyanyi (1988–91) - Myron Markevych (Jan 1992–June 92) - Roman Pokora (Aug 1992–Sept 94) - Leonid Bakay (interim) (Sept 1994) - Vitaliy Kvartsyanyi (Sept 1994–April 96) - Oleksiy Yeschenko (interim) (April 1996) - Yuriy Dyachuk-Stavytskyi (April 1996–June 96) - Anatoliy Radenko (July 1996–June 97) |  | - Oleksiy Yeschenko (July 1997–Nov 97) - Yuriy Shulyatytskyi (Jan 1998–May 99) - Oleksiy Yeschenko (May 1999–Nov 00) - Vitaliy Kvartsyanyi (Jan 2001–June 03) - Stepan Pavlov (interim) (June 2003) - Vitaliy Kvartsyanyi (July 2003–Dec 27, 2011) - Anatoliy Demyanenko (Jan 5, 2012–25 aprilie 2013) - Anatoliy Piscovets (interim) (25 aprilie 2013–6 mai 2013) - Vitaliy Kvartsyanyi (interim) (7 mai 2013–June 2013) - Vitaliy Kvartsyanyi (June 2013–) |

## Palmares
- Prima Ligă Ucraineană (1): 2001–02

## Istoric evoluții în campionat și cupă
| Sezon   | Div.  | Poz. | M  | V  | R  | Î  | GM | GP | P  | Cupă           | Europa | Europa | Note         |
| ------- | ----- | ---- | -- | -- | -- | -- | -- | -- | -- | -------------- | ------ | ------ | ------------ |
| 1992    | 1 "B" | 5    | 18 | 8  | 2  | 8  | 24 | 21 | 18 | 1/32 de finală |        |        |              |
| 1992–93 | 1     | 11   | 30 | 10 | 6  | 14 | 37 | 54 | 26 | 1/4 de finală  |        |        |              |
| 1993–94 | 1st   | 11   | 34 | 10 | 12 | 12 | 27 | 30 | 32 | 1/4 de finală  |        |        |              |
| 1994–95 | 1st   | 15   | 34 | 11 | 3  | 20 | 29 | 58 | 36 | 1/16 de finală |        |        |              |
| 1995–96 | 1st   | 17   | 34 | 9  | 7  | 18 | 34 | 58 | 34 | 1/8 de finală  |        |        | Retrogradare |
| 1996–97 | 2nd   | 4    | 46 | 26 | 5  | 15 | 62 | 47 | 57 | 1/8 de finală  |        |        |              |
| 1997–98 | 2nd   | 9    | 42 | 19 | 8  | 15 | 56 | 45 | 65 | 1/16 de finală |        |        |              |
| 1998–99 | 2nd   | 14   | 38 | 16 | 3  | 19 | 36 | 43 | 51 | 1/64 de finală |        |        |              |
| 1999-00 | 2nd   | 10   | 34 | 13 | 9  | 12 | 42 | 41 | 48 | 1/16 de finală |        |        |              |
| 2000–01 | 2nd   | 9    | 34 | 13 | 5  | 16 | 41 | 38 | 44 | 1/16 de finală |        |        |              |
| 2001–02 | 2nd   | 1    | 34 | 25 | 3  | 6  | 56 | 24 | 78 | 1/16 de finală |        |        | Promovare    |
| 2002–03 | 1st   | 6    | 30 | 12 | 5  | 13 | 37 | 44 | 41 | 1/2 de finală  |        |        |              |
| 2003–04 | 1st   | 13   | 30 | 7  | 8  | 15 | 25 | 44 | 29 | 1/8 de finală  |        |        |              |
| 2004–05 | 1st   | 8    | 30 | 11 | 7  | 12 | 35 | 37 | 40 | 1/4 de finală  |        |        |              |
| 2005–06 | 1st   | 15   | 30 | 9  | 6  | 15 | 31 | 45 | 33 | 1/16 de finală |        |        | Retrogradare |
| 2006–07 | 2nd   | 12   | 36 | 13 | 7  | 16 | 40 | 48 | 46 | 1/16 de finală |        |        |              |
| 2007–08 | 2nd   | 9    | 38 | 16 | 8  | 14 | 61 | 55 | 53 | 1/32 de finală |        |        | –3           |
| 2008–09 | 2     | 5    | 32 | 15 | 5  | 12 | 48 | 46 | 50 | 1/32 de finală |        |        |              |
| 2009–10 | 2nd   | 2    | 34 | 22 | 8  | 4  | 71 | 30 | 74 | 1/2 de finală  |        |        | Promovare    |
| 2010–11 | 1st   | 11   | 30 | 9  | 7  | 14 | 27 | 49 | 34 | 1/8 de finală  |        |        |              |
| 2011–12 | 1st   | 12   | 30 | 7  | 6  | 17 | 25 | 43 | 27 | Semifinală     |        |        |              |
| 2012–13 | 1st   | 13   | 30 | 7  | 8  | 15 | 26 | 45 | 29 | 1/4 de finală  |        |        |              |
| 2013–14 | 1st   |      |    |    |    |    |    |    |    | 1/16 de finală |        |        |              |